# Mińsk Mazowiecki
Mińsk Mazowiecki ist eine Stadt in Polen in der Woiwodschaft Masowien.

## Name
Der Ursprung des Stadtnamens Mińsk ist der Fluss Mienia, der sich wiederum von dem Verb „mienić“ ableitet, das „glänzen“ bedeutet. Das postnominale Adjektiv „Mazowiecki“ zeigt die historische Verbindung zu Masowien und unterscheidet Mińsk Mazowiecki (deutsch „Masowisch Minsk“) von der belarussischen Hauptstadt Minsk.

## Geschichte
Im 14. Jahrhundert entwickelte sich am Ufer des Flusses Mienia eine Siedlung mit dem Namen Mińsk, Mieńsk bzw. Mensco. Am 29. Mai 1421 erhielt der Ritter Jan von Gościeńczyce das Recht zur Gründung einer Privatstadt nach Kulmer Recht vom Herzog Janusz I. Starszy. 1422 wurde der Bau einer hölzernen Pfarrkirche beendet. 1468 erhielt der Ort weitere Privilegien; so durfte er jetzt wöchentlich einen Markt und jährlich drei Jahrmärkte abhalten. Ab 1525 durfte die Stadt vier Jahrmärkte abhalten. 1547 wurde ein von Anna Mińska gestiftetes Hospital erwähnt. 1549 gründete Mikołaj Wolski die Stadt Sendomierz, die später eingemeindet wurde. Am 2. März 1563 befreite König Sigismund II. August das Hospital von allen Abgaben auf ihr Land sowohl an das Königreich als auch an die Stadt. 1655 bis 1657 wurde die Stadt während des Schwedisch-Polnischen Kriegs von 1655 bis 1660 (Zweiter Nordischer Krieg) verwüstet. Am 30. April 1657 hielt sich der schwedische König Karl X. Gustav in Mińsk auf. 
Mit der Dritten Teilung Polens fiel die Stadt an Österreich. 1810 wurde die Stadt Teil des neu gegründeten Herzogtums Warschau und nach dessen Ende Teil Kongresspolens. Während des Novemberaufstands gab es am 26. April und am 14. Juli 1831 Kämpfe gegen die Russen. 1867 wurde die Stadt an das Schienennetz angeschlossen. 1868 wurde der Name des Ortes von Mińsk in Nowomińsk geändert, am 7. Juli 1916 in den heutigen Mińsk Mazowiecki. Im Januar 1926 wurde ein Kraftwerk fertiggestellt. Am 12. September 1939 erreichte die Wehrmacht die Stadt. Einen Tag später kam es zu einer Schlacht mit Teilen der polnischen Armee unter Władysław Anders. Am 30. Juli 1944 wurde die Stadt durch die Polnische Heimatarmee (Armia Krajowa) befreit und auch die Rote Armee rückte ein, deren Luftwaffe am darauffolgenden Tag die Stadt irrtümlich bombardierte. Der sowjetische Geheimdienst ermordete später einige wichtige Einwohner der Stadt.

### Eingemeindungen
1695 wird Sendomierz in Mińsk eingemeindet.
1915 wird das Dorf Goździk Teil der Stadt.

### Einwohnerentwicklung
| Jahr          | 1660  | 1777 | 1827 | 1843  | 1861  | 1885  | 1902  | 1910  | 1920   | 1939   | 2000   |
| Einwohnerzahl | 1.000 | 456  | 750  | 1.203 | 1.338 | 2.940 | 4.771 | 5.794 | 10.518 | 15.103 | 36.744 |

## Kultur und Sehenswürdigkeiten

### Bauwerke
- Kirche aus dem 16. Jahrhundert. Die Kirche wurde Ende des 16. Jahrhunderts bei einem Feuer zerstört und danach wieder aufgebaut.
- Palast aus dem 18. Jahrhundert, umgebaut zu Beginn des 19. Jahrhunderts

### Grünanlagen
- Der Palastpark wurde bereits im 17. Jahrhundert als Italienischer Garten angelegt. Im 19. Jahrhundert wurde er verändert und eher romantisch gestaltet.

## Gemeinde
In der Stadt befindet sich der Sitz der gleichnamigen Landgemeinde (gmina wiejska), zu welcher die Stadt selbst aber nicht gehört. In dieser Gemeinde wohnen 13.698 Einwohner auf einer Fläche von 112,28 km².

## Wirtschaft und Infrastruktur
Es gibt über 3500 Unternehmen in der Stadt.
Östlich des Ortes liegt der Militärflugplatz Mińsk Mazowiecki.

## Persönlichkeiten

### Söhne und Töchter der Stadt
- Stanislaw Redens (1892–1940), sowjetischer Geheimdienst-Offizier und Schwager Stalins
- Mosche Karmel (1911–2003), israelischer Politiker und Minister
- Jan Himilsbach (1931–1988), Schauspieler und Schriftsteller
- Rafał Jackiewicz (* 1977), Boxer